# Museu d'Art de la Universitat Brigham Young
El Museu d'Art de la Universitat Brigham Young (Brigham Young University Museum of Art en anglès) situat a Provo, Utah, Estats Units, és el principal museu d'art de la Universitat Brigham Young i és un dels museus d'art d'un campus universitari més visitats dels Estats Units. El museu, que havia estat discutit durant més de cinquanta anys, va obrir en un espai de 930 m2 l'octubre de 1993 amb una gran exposició sobre els etruscs. El museu és una part integral del Col·legi de Belles Arts i Comunicacions de BYU i ofereix oportunitats als estudiants de la universitat i del campus de la universitat.

## Història
El 1960 o 1959, la Universitat Brigham Young va rebre una donació de la col·lecció d'art de Mahonri Young, que incloïa més de 10.000 obres d'art. Abans de crear el museu, les obres d’art es guardaven al Harris Fine Arts Center. Mancat de museu, la universitat va permetre als professors entrar a trasters per seleccionar art per decorar les seves oficines, tot i que algunes de les pintures eren molt valuoses. Un professor d’art, Wesley M. Burnside, va reconèixer el valor de la col·lecció i, com a conservador, va començar a vendre, canviar i comprar peces, acabant convertint-se en el director d’adquisicions de la col·lecció, tot i que se suposava que el seu paper es limitava a fer recomanacions al comitè de facultat. Diversos comerciants d'art van reconèixer la inexperiència de Burnside en el comerç d'art i van aprofitar-se de la seva ingenuïtat i manca de registre per fer negocis injustos o robar directament obres. Quan Burnside es va retirar el 1984, el nou degà del departament d’art, James Mason, va ordenar una auditoria i va trobar que més de 900 obres d’art havien estat robades, desaparegudes o venudes sense autorització, amb una pèrdua de gairebé 4 milions de dòlars.
Després de dos anys d'obres, el museu es va obrir l'octubre de 1993 per allotjar l'extensa col·lecció de BYU de més de 17.000 peces d'art que, a causa de la manca d'espai, maig havien pogut mostrar-se permanentment.
Segons una enquesta del 2004, el museu ocupa el primer lloc entre els museus d'art dels campus universitaris amb 334.774 visitants. Entre tots els museus d'art, el museu arriba a la 31a participació de 157 museus d'art membres dels Estats Units, Canadà i Mèxic. La filosofia del museu d’arribar als estudiants i a la comunitat ha estat citada com una de les raons del seu èxit fins ara. A més de tenir la assistència més gran als museus universitaris, el museu també té el major nivell d’assistència d’estudiants perquè el seu personal treballa estretament amb els professors per incorporar el museu al currículum escolar.
De vegades, la connexió de la Universitat amb l'Església de Jesucrist dels Sants dels Darrers Dies ha provocat la modificació de certes exposicions especials, inclosa una exposició de Rodin el 1997 que hauria inclòs 4 obres d'art nus. L'exclusió d’aquestes quatre peces va sorprendre els professionals del museu i va enfadar alguns estudiants.

## Col·lecció
El museu exhibeix pintures, dibuixos, gravats, escultures, instal·lacions, vídeo i fotografia. La col·lecció permanent conté obres d'art de molts artistes de renom com Carl Bloch, Maynard Dixon, Rembrandt, Norman Rockwell i Minerva Teichert. La col·lecció permanent del museu s’incrementa amb diverses associacions amb altres organitzacions i exposicions itinerants i altres exposicions especials, inclosa una que va coincidir amb els Jocs Olímpics d’hivern del 2002 que es van celebrar a la propera ciutat de Salt Lake City. La col·lecció del museu inclou més de 170 obres relacionades amb Jesucrist mostren com ha canviat la seva interpretació.